# Кегель, Оливер
О́ливер Михаэ́ль Ке́гель (нем. Oliver Michael Kegel; 14 июня 1961, Берлин) — немецкий гребец-байдарочник, выступал за сборную Германии в начале 1980-х — середине 1990-х годов. Чемпион летних Олимпийских игр в Барселоне, четырёхкратный чемпион мира, многократный победитель и призёр первенств национального значения.

## Биография
Оливер Кегель родился 14 июня 1961 года в Берлине, в той части города, которая относилась к Западной Германии. Активно заниматься греблей на байдарке начал в раннем детстве, проходил подготовку в местных спортивных клубах «Берлин» и «Шарлоттенбург».
Первого серьёзного успеха на взрослом международном уровне добился в сезоне 1981 года, когда попал в основной состав немецкой национальной сборной и побывал на чемпионате мира в английском Ноттингеме, откуда привёз награду бронзового достоинства, выигранную зачёте четырёхместных экипажей на дистанции 1000 метров. Благодаря череде удачных выступлений удостоился права защищать честь страны на летних Олимпийских играх 1984 года в Лос-Анджелесе — вместе с партнёрами по команде Берндом Хесселем, Детлефом Шмидтом и Райнером Шоллем сумел выйти в финальную стадию километровой программы четвёрок, но в решающем заезде финишировал только восьмым.
На чемпионате мира 1987 года в Дуйсбурге Кегель выиграл бронзу в четвёрках на десяти километрах. Пробовал пройти отбор на Олимпийские игры 1988 года в Сеуле, но не смог этого сделать из-за слишком высокой конкуренции в команде.
В 1991 году на чемпионате мира в Париже в составе экипажа, куда также вошли гребцы Томас Райнек, Детлеф Хофман и Андре Воллебе, Кегель завоевал сразу три медали во всех трёх дисциплинах байдарок-четвёрок, в том числе две золотые на пятистах и десяти тысячах метров, и серебряную на километре (в финале уступил команде Венгрии). Будучи одним из лидеров сборной объединённой Германии, успешно прошёл квалификацию на Олимпийские игры 1992 года в Барселоне, где на сей раз обогнал в километровой дисциплине четвёрок всех своих соперников и выиграл золотую олимпийскую медаль, при этом в его команде помимо Райнека и Воллебе состоял Марио фон Аппен.
Став олимпийским чемпионом, Кегель ещё в течение некоторого времени оставался в основном составе национальной сборной и продолжал принимать участие в крупнейших международных регатах. Так, в 1993 году он выступил на чемпионате мира в Копенгагене и вновь выиграл медали во всех трёх дисциплинах четырёхместных байдарок, добавил в послужной список серебро пятисотметровой дистанции, золото на километре и на десяти километрах, став таким образом четырёхкратным чемпионом мира. Вскоре после этих соревнований принял решение завершить карьеру профессионального спортсмена, уступив место в сборной молодым немецким гребцам.